# Nxu
Nxu – amerykański dystrybutor zestawów akumulatorów, wcześniej startup bez powodzenia planujący produkcję samochodów elektrycznych pickupów, z siedzibą w Mesa, działający od 2016 roku.

## Historia
Startup Atlis założony został w listopadzie 2016 roku w amerykańskim mieście Mesa w stanie Arizona przez inżyniera Marka Hanchetta. Za cel obrano rozwój pełnowymiarowych pickupów o pełni elektrycznym napędzie, koncentrując się na osiągnięciu jak najlepszych parametrów pod kątem zasięgu na jednym ładowaniu, a także czasu ładowania.
We wrześniu 2019 roku Atlis przedstawiło szczegółowe wizualizacje wstępnego projektu swojego pierwszego pojazdu o nazwie Atlis XT, planując przedstawienie produkcyjnego pojazdu w kolejnym roku. Przedprodukcyjny prototyp we wczesnej fazie rozwoju zaprezentowano ostatecznie we wrześniu 2021 roku, wyróżniając się innym, bardziej surowym względem wizualizacji z 2019 roku wzornictwem. Początek produkcji elektrycznego pickupa XT został wyznaczony na koniec 2022, a do tego czasu ma zostać przedstawiona finalna postać pojazdu. Planów tych nie zrealizowano, a w kwietniu 2023 firma ogłosiła zmianę nazwy na Nxu oraz zmianę profilu działalności na dystrybucję zestawów akumulatorów do samochodów elektrycznych.

## Modele samochodów

### Prototypy
- Atlis XT (2021)